# Джорнимен (фильм)
«Джорнимен» (англ. Journeyman) — кинофильм режиссёра и сценариста Пэдди Консидайна, вышедший на экраны в 2017 году.

## Сюжет
Опытный боксёр Мэтти Бёртон, владеющий титулом чемпиона мира по одной из версий, готовится к своему последнему матчу: он планирует уйти из спорта и уделять больше внимания своей семье — жене Эмме и новорожденной дочери Мие. Всё, чего он хочет, — отстоять титул и уйти победителем. Тяжелейший бой с претендентом Андре Брайтом, в ходе которого Мэтти получает несколько чувствительных ударов в голову, заканчивается для него победой по очкам. Однако по возвращении домой он испытывает сильную головную боль и теряет сознание. После операции на мозге и долгого пребывания в больнице Мэтти вынужден проходить длительный процесс реабилитации, чтобы не только научиться ходить, но и постепенно вспомнить своих близких и друзей и привыкнуть к жизни с ними. Постепенно становится ясно, что характер бывшего боксёра тоже серьёзно изменился, что ставит под сомнение само существование его брака.

## В ролях
- Пэдди Консидайн — Мэтти Бёртон
- Джоди Уиттакер — Эмма Бёртон, жена Мэтти
- Пол Попплуэлл — Джеки
- Брендан Ингл — Робин Бёртон, отец Мэтти
- Тони Питтс — Ричи
- Мэтт Инсли — Мэтт
- Энтони Уэлш — Андре Брайт

## Награды и номинации
- 2017 — три номинации на Премию британского независимого кино: лучший актёр (Пэдди Консидайн), лучшие эффекты (Люк Додд), лучший грим и причёски (Надя Стейси).
- 2018 — номинация на премию газеты Evening Standard за лучшую женскую роль (Джоди Уиттакер).
- 2018 — две номинации на Национальную кинопремию за лучший британский фильм и за лучшую мужскую роль (Пэдди Консидайн).